# 犹大之吻

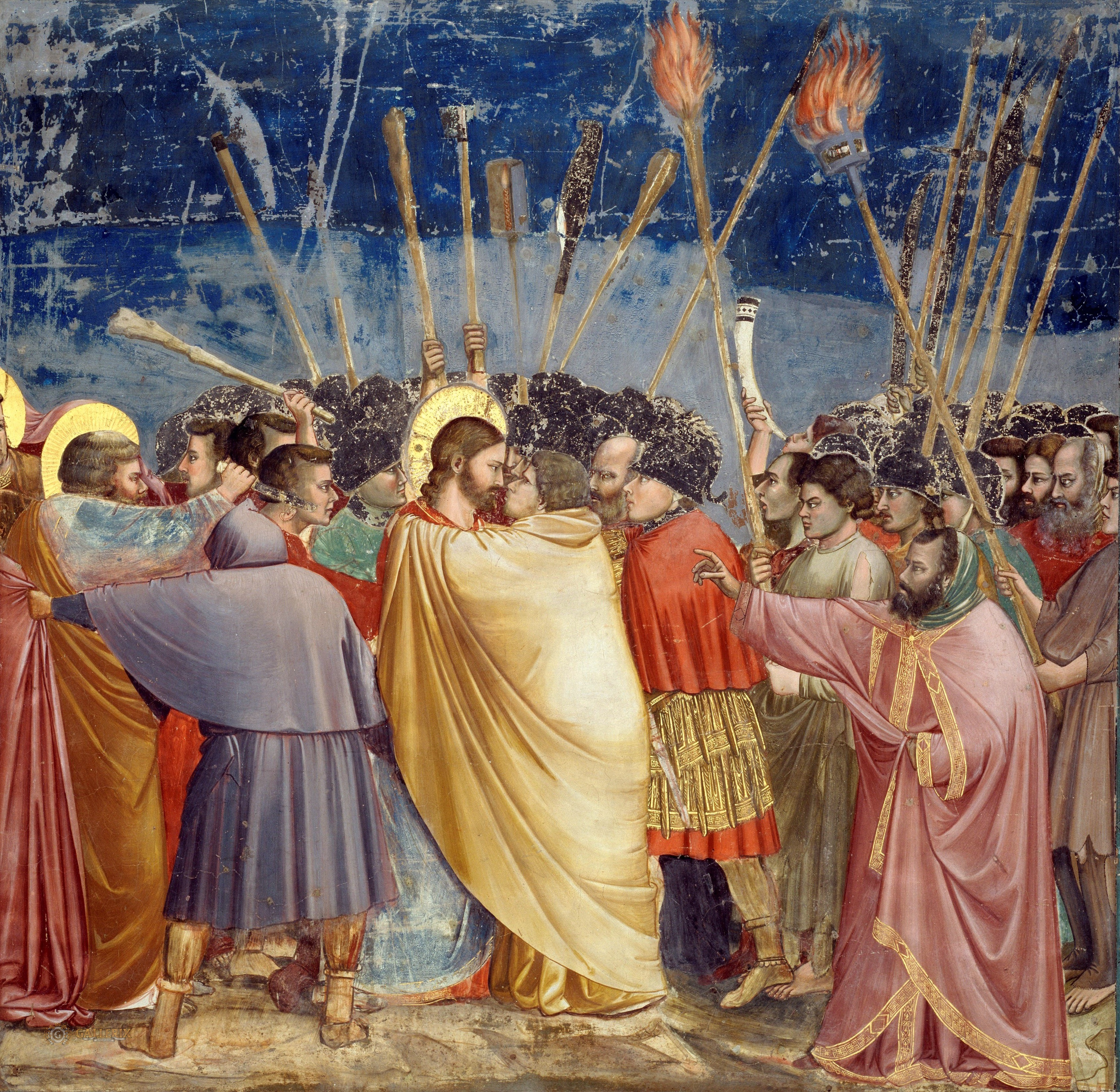
犹太之吻 (1304-06)，喬托·迪·邦多納，斯克羅威尼禮拜堂, Padua,意大利

犹大之吻（Kiss of Judas），也被称为耶稣被出卖（Betrayal of Christ），指的是对观福音书中记载的，耶稣的门徒犹大以亲吻耶稣为记号，让祭司、长老、士兵认出耶稣，并将耶稣逮捕。犹大之吻时间上发生在吃完最后的晚餐后，地点为耶稣和门徒们经常聚会的橄榄山客西马尼园，犹大之吻直接导致耶稣被捕。
广义地说，“犹大之吻”可以代指“某个看似表示友谊的举动，实际上是陷害人的”。

## 新约中的记载
《马太福音》（26:47-50）和《马可福音》（14:43-45）都使用希腊动词「καταφιλέω」（kataphileo），这个词意为紧密、强烈、热情、温柔或热烈的亲吻。普鲁塔克使用过相同的动词来描述馬其頓帝國國王亚历山大大帝给他的太監男寵巴哥亞斯的著名的吻，因巴哥亞斯在馬其頓軍隊穿越格德羅西亞沙漠後在軍營中贏得了舞蹈比賽。巴戈阿斯深受馬其頓軍隊的歡迎，他們要求國王亞歷山大親吻巴哥亞斯，亞歷山大照做了。复合动词「κατα-」表示“一个强调的、招摇的致敬”。

根据《马太福音》，耶稣回答说：「朋友，你来要做的事，就做吧！」。 这已经引起了猜测，认为耶稣和犹大互相商量好了，犹大并没有真正背叛耶稣。耶稣随后立即被捕。

## 相关艺术作品
在有关耶稣受难经过的艺术作品中，犹大之吻几乎总会被包括在内。
- 意大利帕多瓦的斯克罗威尼礼拜堂，乔托的画可能是最有名的。
- 还有一个版本，卡拉瓦乔或他的一个门徒创作的《耶稣被捕》。[7]
- 拉溫納的公元六世纪拜占庭马赛克。
- 西恩納的巴爾纳（英语：Barna da Siena）的濕壁畫。
- 一个代表犹大之吻的雕塑出现在巴塞罗那圣家堂的正面。

## 作品集

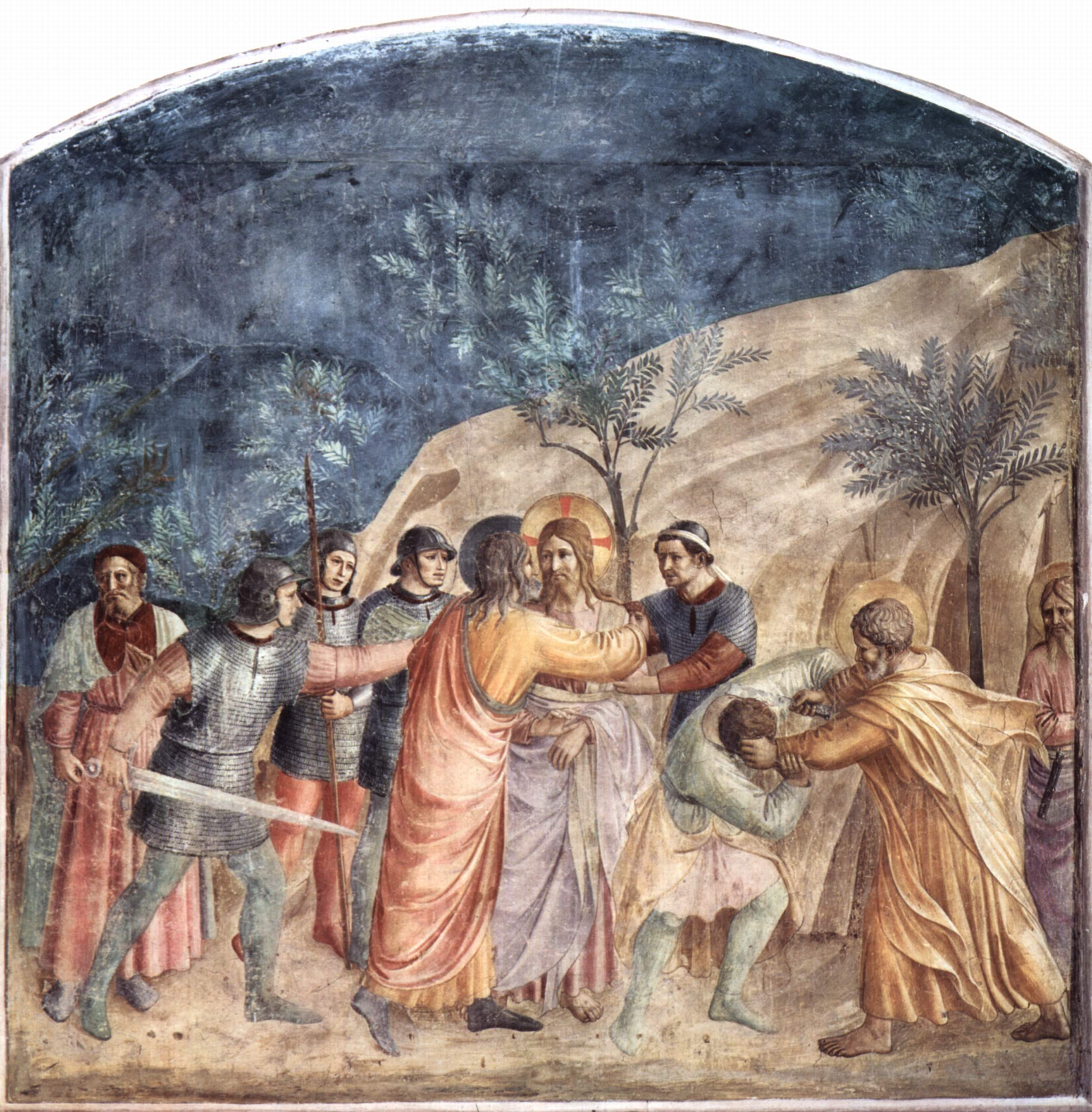
安傑利科修士的壁畫，佛羅倫斯聖瑪爾谷大殿，1437-1446年
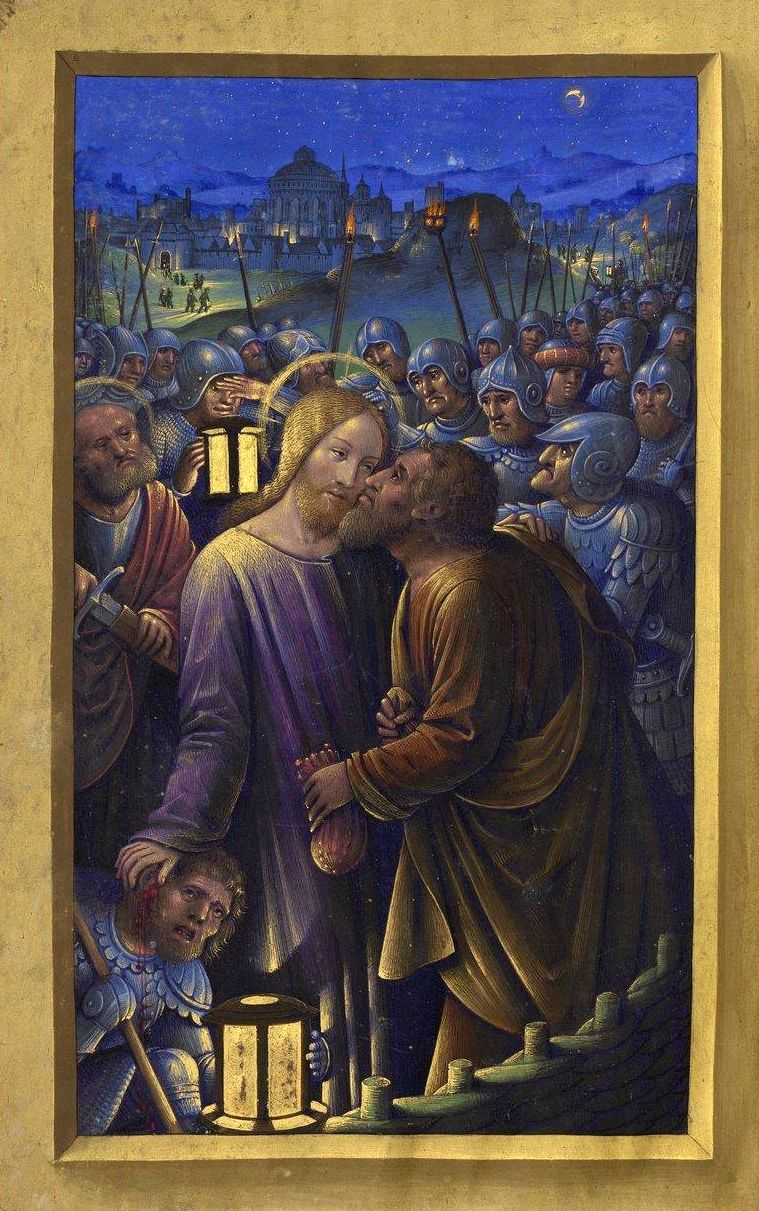
猶大以吻出賣耶稣，出自《布列塔尼的安妮的大師們（英语：Grandes Heures of Anne of Brittany）》，1503－1508年
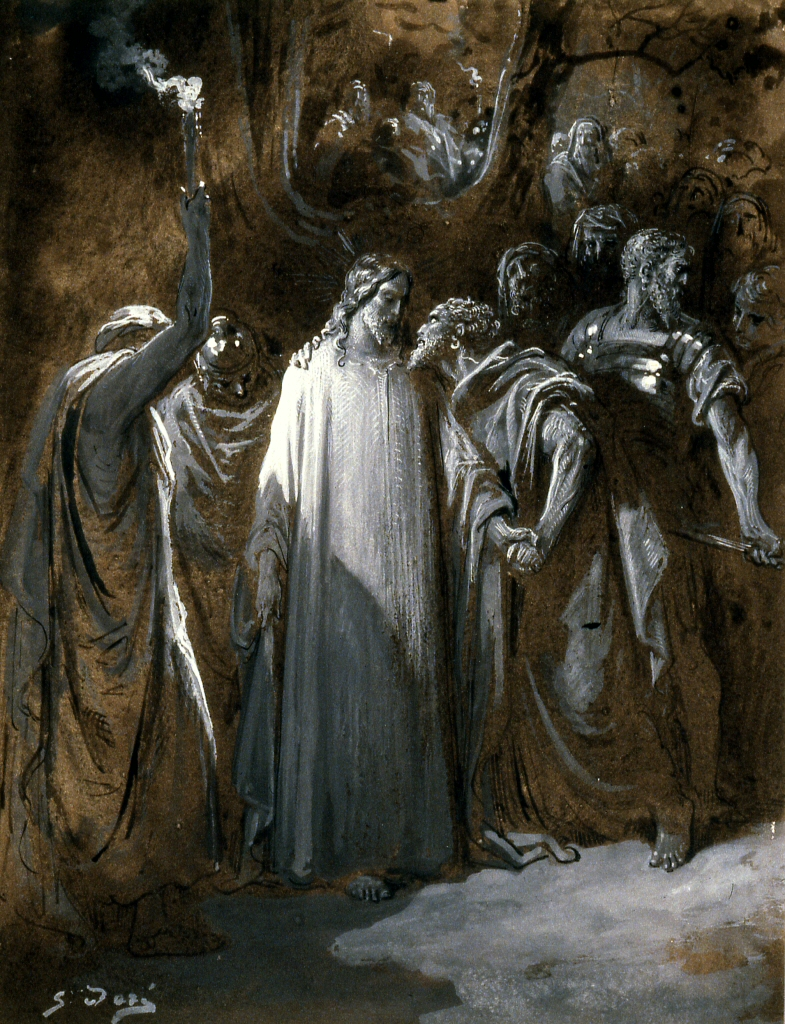
《猶大之吻》的研究，古斯塔夫·多雷，1865
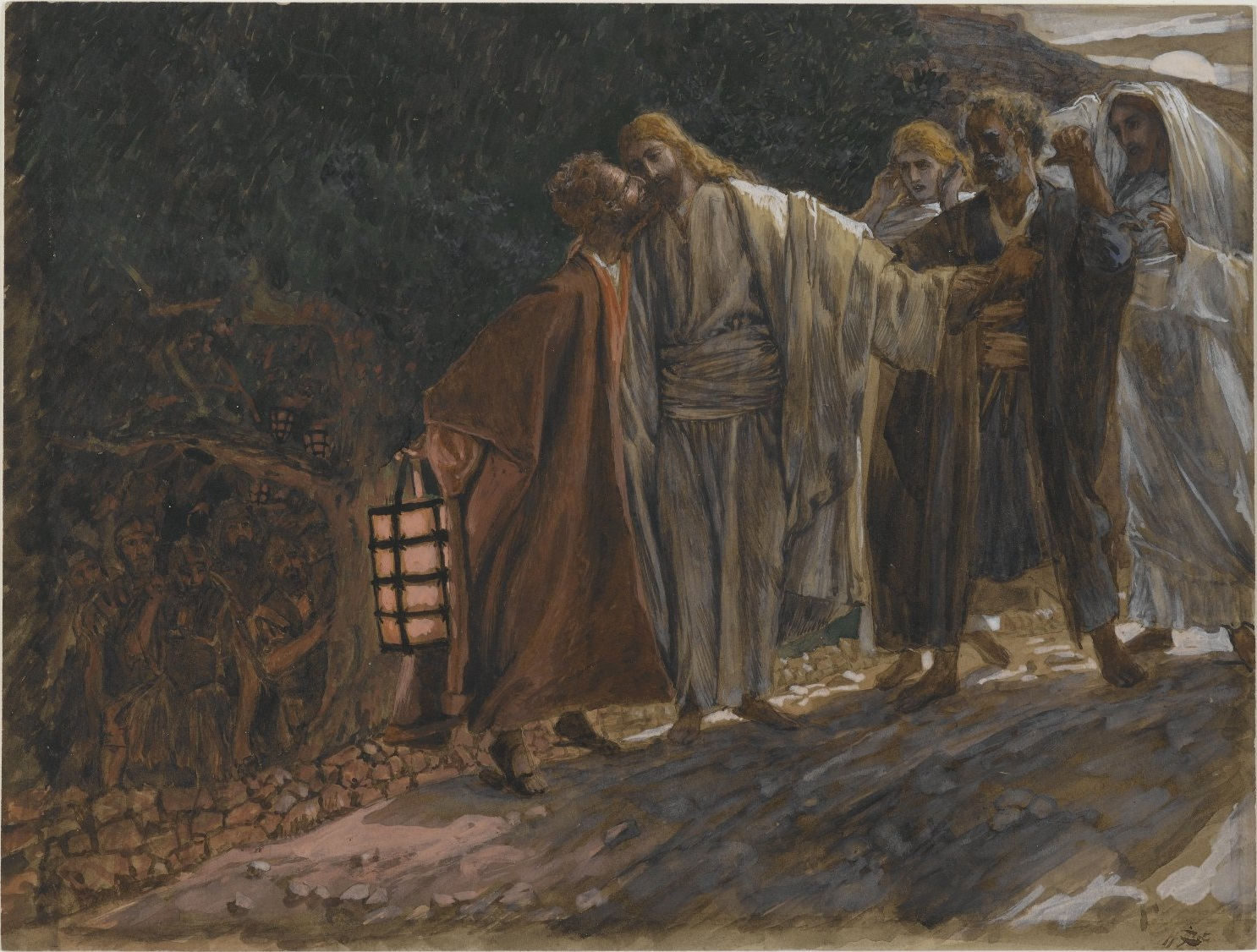
《猶大之吻》，詹姆斯·迪索，布魯克林博物館，1886－1894年
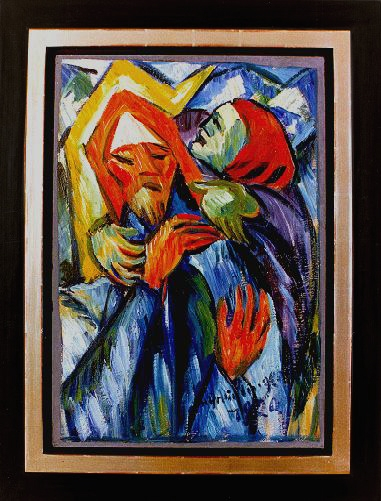
《猶大之吻》，漢斯·布萊恩林格（德语：Hans Breinlinger），1920年

## 延伸阅读
- Grubb, Nancy. . New York City: Abbeville Publishing Group. 1996. ISBN 0-7892-0144-5. OCLC 34412342.[页码请求]
- 维基共享资源上的相關多媒體資源：犹大之吻